# Jan Pelikán (1889)
Jan Pelikán (16. října 1889 – 15. února 1942 koncentrační tábor Osvětim) byl sokolský činovník, redaktor sokolského tisku, autor publikací o sokolském cvičení, o osobnostech Sokola a o historii sokolské organizace. Byl též tajemníkem Československé obce sokolské (ČOS), členem jejího předsednictva, vzdělavatelského sboru ČOS a Komise pro styk se župami.

## Život

### Rodinný původ
Jan Pelikán se narodil dne 16. října 1889 v Praze do sokolské rodiny. Jeho otcem by Josef Pelikán – jeden z prvních výrobců a obchodníků se sportovním náčiním v Praze. Josef Pelikán nejprve pracoval v Sokole na Menším městě pražském, posléze se stal členem výboru v Sokole Pražském. V období příprav a konání všesokolských sletů byl rovněž členem pořadatelského odboru a pomáhal při pořádání sokolských dnů, které se konaly v Praze na výstavišti.

### Počátky v Sokole
Již od svých pěti let chodil Jan Pelikán cvičit spolu se svojí starší sestrou Antonií do Spolku paní a dívek. (Mimochodem Pelikánova sestra "Tonča" byla osobností ženského Sokola; začátkem října 1908 přinesly prakticky všechny české noviny zprávu, že sokolka  Antonie Pelikánová byla povolána jako učitelka tělocviku na ženské gymnázium do ukrajinské Poltavy, odkud posílala pak do sokolského věstníku zprávy. Do Prahy se vrátila po vzniku republiky, kdy načas používala příjmení Petrová-Pelikánová. V obci sokolské působila jako župní náčelnice a také jako instruktorka v Ruském sokolu, činná byla též při sletech. V roce 1932 byla zaměstnána na pražském magistrátě na ředitelství pro službu zdravotní. Byla poslední jednatelkou střešovického Sokola.) Když Jan Pelikán trochu povyrostl, navštěvoval cvičení v Tyršově tělocvičném ústavu pro hochy v Sokole Pražském. Sem docházel až do roku 1901, tj. do svých dvanácti let věku.
Když mu bylo 17 let (v roce 1906) stal se Jan Pelikán členem Sokola Pražského a o rok později (1907) již vykonával funkci vedoucího dorosteneckého družstva. Do Národní jednoty severočeské vstoupil v roce 1908 s úkolem organizovat výpravy místní sokolské mládeže do Prahy. V jedenadvaceti letech (od roku 1910) začal Jan Pelikán spolupráci s časopisem Sokolské besedy (periodikum určené pro dorost od 14 do 18 let), o dva roky později (1912) se stal členem výboru Sokola Pražského pověřeným správou budov vlastněných touto organizací. Někdy před rokem 1912 už ale působil jako člen vzdělávacího odboru Sokola Pražského, kde se blíže spřátelil se sokolským písmákem Karlem Vaníčkem. V sokolském výboru měl Jan Pelikán funkci zapisovatele a také byl zástupcem jednatele. Titul doktor filozofie (PhDr.) získal po ukončení studia Filozofické fakulty pražské univerzity.

### Práce pro sokolská periodika
Během období první světové války (1914 až 1918) vykonával funkci jednatele a zároveň vedl samostatně Sokolské besedy. Členem cvičitelského sboru byl od roku 1913, když v předchozím období byl členem závodního družstva v nižším oddíle. Publikoval články s tematikou menšin, zabývajícími se tělocvičnou problematikou a sokolskými otázkami v Sokolských besedách, ale i v jiných časopisech. Tajemníkem Národní jednoty pro východní Moravu v Olomouci se Jan Pelikán stal v roce 1918, ve věstníku Národní jednoty zastával funkci redaktora a byl též vedoucím redaktorem týdeníku Proudy. V roce 1918 byl zařazen do vzdělávacího odboru ČOS a práci zde se Jan Pelikán prakticky nepřetržitě věnoval až do 12. dubna 1941, kdy byla sokolská organizace v Protektorátu Čechy a Morava úředně Němci zakázána a rozpuštěna. Stálým spolupracovníkem časopisu Sokol byl od roku 1920, také se stal spoluredaktorem Věstníku sokolského. Při redakční práci na tomto periodiku spolupracoval s Janem Hillerem a Karlem Hellerem. Od roku 1924 vedl Jan Pelikán rubriku Sokolská hlídka, která vycházela v tištěném deníku České slovo. Všeobecně je Jan Pelikán řazen k významným propagátorům sokolských myšlenek.

### Knižní tvorba (výběr)
Jan Pelikán napsal a knižně vydal řadu publikací, které se zabývají historií sokolské organizace.
- PELIKÁN, Jan. O Sokole. 2. opravené vydání V Praze: Česká obec sokolská, 1920; 47 stran; Sokolská osvěta; svazek číslo 6.
- TYRŠ, Miroslav; (100 citátů z prací dra. Miroslava Tyrše: vybral, uspořádal a úvodem opatřil Jan Pelikán) . Živá slova Tyršova. V Praze: A. Srdce, 1920. 79 stran
- Josef Tvrdý. Jest filosofie Tyršova positivismem?.; Jan Hiller. Tyršova studia ke cvičením pořadovým.; Jan Pelikán. Historický vývoj Tyršova sokolství.; R. B. Mácha. Poznámky o Tyršovi : nákladem České obce sokolské, 1920. 32 stran. Tyršův sborník; I.
- PELIKÁN, Jan. Sokolstvo v dnešní době. Praha: Československá obec sokolská, 1921; 40 stran; Tyršův sborník; 3.
- BENDA, Antonín a PELIKÁN, Jan. Tělocvičné hry. Díl II., Hry s náčiním. V Praze: nákladem Matice Sokola pražského, 1922; 84 stran. Knihovna cvičitelů sokolských; číslo 39.
- PELIKÁN, Jan. Sokolský vzdělavatel. Praha: Československá obec sokolská, 1923; 75 stran; Sokolská osvěta; svazek 15.
- PELIKÁN, Jan. Slovanské poslání československého Sokolstva: ke sjezdu činovníků jihoslovanského a československého Sokolstva v Praze 23. května 1925. Praha: Československá obec sokolská, 1925; 31 stran; Sbírka sokolských přednášek; číslo 14.
- PELIKÁN, Jan. Dr. T.G. Masaryk a sokolský program: k 75. narozeninám presidenta Československé republiky. Druhé vydání. V Praze: nákladem Československé obce sokolské, 1925; 23 stran; Sbírka sokolských přednášek; číslo 12.
- PELIKÁN, Jan. Člověk a krajina: myšlenky o české krajině a o životě Dr. M. Tyrše. Praha: Československá obec sokolská, 1925; 45 stran, 1 l.
- PELIKÁN, Jan. VIII. slet všesokolský v Praze 1926: jeho účel, význam a organisace: podává jednatelský odbor VIII. sletu všesokolského v Praze. V Praze: Nákladem Československé obce sokolské, 1925; 31 stran; Sbírka sokolských přednášek; 15.
- PELIKÁN, Jan. Náboženství, církev, klerikalismus, Orel a Sokol. Druhé, opravené vydání. V Praha: Nákladem Československé obce sokolské, 1925; 25 stran, 1 list, 2 ins. listy. Sbírka sokolských přednášek; číslo 5.
- PELIKÁN, Jan. Náš bratr Jindra: knížka o vůdci československého sokolstva bratru JUDru Jindřichu Vaníčkovi. Praha: F. Žďárský, 1926; 72 stran.
- PELIKÁN, Jan. Sokolská Praha. Praha: Československá obec sokolská, 1926; 83 stran
- PELIKÁN, Jan. V hovoru se stromy: čtení o československém národním programu a též o jiných věcech. Praha: Československá obec sokolská, 1927; 69 stran
- PELIKÁN, Jan. Vznik, vývoj a cíle sokolské práce vzdělávací. Praha: Československá obec sokolská, 1927; 110 stran; Sokolská osvěta; svazek 20.
- PELIKÁN, Jan. Sokolská myšlenka. 5. vydání Praha: Československá obec sokolská, 1927; 13 stran; Sbírka sokolských přednášek; číslo 8.
- PELIKÁN, Jan. Dvanáct pohádek z Tyršova domu. Praha: Československá obec sokolská, 1928; 61 stran
- PELIKÁN, Jan. O řečnictví: příručka pro župní školy vzdělávací. Typ. B, Pro doplnění povinných knihoven sokolských. V Praze: Československá Obec Sokolská, 1930; 61 stran; Sokolská osvěta; svazek 25.
- PELIKÁN, Jan. Sokolská hesla. Praha: Československá obec sokolská, 1928; 17 stran; Sbírka sokolských přednášek; číslo 21.
- PELIKÁN, Jan. Dr. Miroslav Tyrš: jeho život a dílo. Praha: Československá obec sokolská, 1931; 31 stran; Sbírka sokolských přednášek; číslo 32.
- PELIKÁN, Jan. IX. slet všesokolský v Praze 1932: na oslavu stých narozenin Dr. Miroslava Tyrše za účasti svazu "Slovanské Sokolstvo". Praha: Československá obec sokolská, 1931; 26 stran; Sbírka sokolských přednášek; číslo 35.
- PELIKÁN, Jan. Sokolstvo a sport. Praha: Československá obec sokolská, 1931; 30 stran; Sbírka sokolských přednášek; číslo 37.
- PELIKÁN, Jan. Do Sokola: příručka pro nové členy: typ A. 2. vydání. Praha: Č.O.S., 1932. 80 stran; Sokolská osvěta; svazek 28.
- KŘIČKA, Jaroslav; PROVAZNÍKOVÁ, Marie (základní myšlenka a cvičení); PELIKAN Jan (spolupráce a slova). Napodobivá cvičení nejmladšího žactva: (žactvo od 6 do 9 let): IX. slet všesokolský v Praze 1932: na oslavu stých narozenin dr. Miroslava Tyrše za účasti svazu "Slovanské sokolstvo" [hudebnina]. [Praha]: Československá Obec Sokolská, 1932. 1 partitura (7 stran). Sokolská cvičení při hudbě; svazek 141.
- PELIKÁN, Jan. Sokolstvo a pobyt v přírodě. Praha: Československá obec sokolská, 1933; 35 stran; Sbírka sokolských přednášek; číslo 39.
- PELIKÁN, Jan; (společně s F. Kadeřábkem a Vojtěchem Minaříkem). Dvě velká alba obrazů ze života Miroslava Tyrše a Jindřicha Fügnera.

### Další aktivity
V roce 1920 zastával funkci člena Slavnostního výboru VII. Všesokolského sletu, později byl zvolen tajemníkem Československé obce sokolské (v letech 1921 až 1935 byl členem náčelnictva ČOS). Jako tělocvičný zpravodaj byl Jan Pelikán vyslán Československou obcí sokolskou do různých míst v zahraničí:
- V roce 1921 to bylo do chorvatského Osijeku;
- v roce 1921 pak do Spojených států severoamerických;
- v roce 1924 byl v Paříži na olympiádě a
- v roce 1928 byl v Německu v Kolíně nad Rýnem na sjezdu německých turnerů.[5] Jako vynikající řečník vystupoval na nejrůznějších místech po celé republice a časté byly i jeho přednášky na školách pořádaných ČOS.[5] Mezi prvními pochopil důležitost sokolských zpravodajů a byl členem direktoria sokolských novinářů.[5] Jan Pelikán se zabýval problematikou sokolského vzdělávání (byl členem odboru pro vzdělávací otázky), také fungoval jako člen zkušební komise.[5] Sám vedl komisi zabývající se problematikou pobytu sokolských cvičenců v přírodě.[5] V Masarykově lidovýchovném ústavu zastupoval Československou obec sokolskou a zde mu byla svěřena funkce vedoucího rekreační komise.[5]

Když byl v roce 1927 založen sokolský rodinný obrázkový týdeník Jas stal se jeho přispěvatelem. Jan Pelikán pracoval ve výkonných výborech sestavovaných účelově k přípravě a řízení konání všesokolských sletů, dále navrhoval co mají a nemají obsahovat různé sokolské výstavy a byl i vedoucím sletové kanceláře.
Ve funkci tajemníka ČOS zažil přestavbu Michnova paláce na sokolský Tyršův dům (od 30. dubna 1921 do května 1925) a byl účasten celé řady sokolských aktivit. Jeho osoba figurovala v komisi, která (v čele se sokolským starostou Josefem Scheinerem) na VII. Valném sjezdu formulovala veškeré zásadní rezoluce. Jan Pelikán také pracoval ve výboru pro přípravu a vedení oslav 100. narozenin Dr. Miroslava Tyrše v září 1932 a byl to on, kdo vypracovával podrobný harmonogram těchto důstojných oslav. Jan Pelikán měl na starosti i řízení kooperací ČOS s ostatními sportovními svazy, za ČOS připravoval smlouvy s těmito subjekty a spolupracoval i na založení Tyršových her v roce 1932.

Spolupracovníci v sokolské organizaci
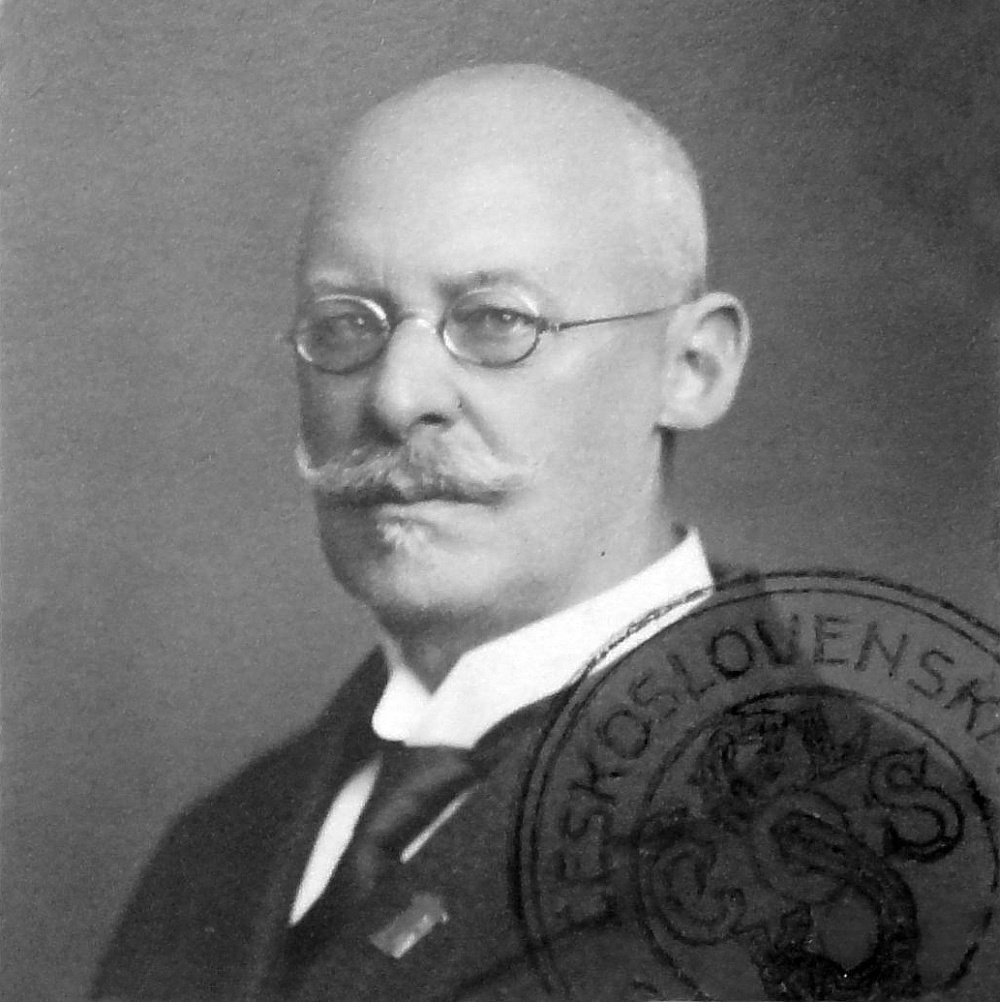
Sokolský písmák Karel Vaníček (foto ze sokolské průkazky)
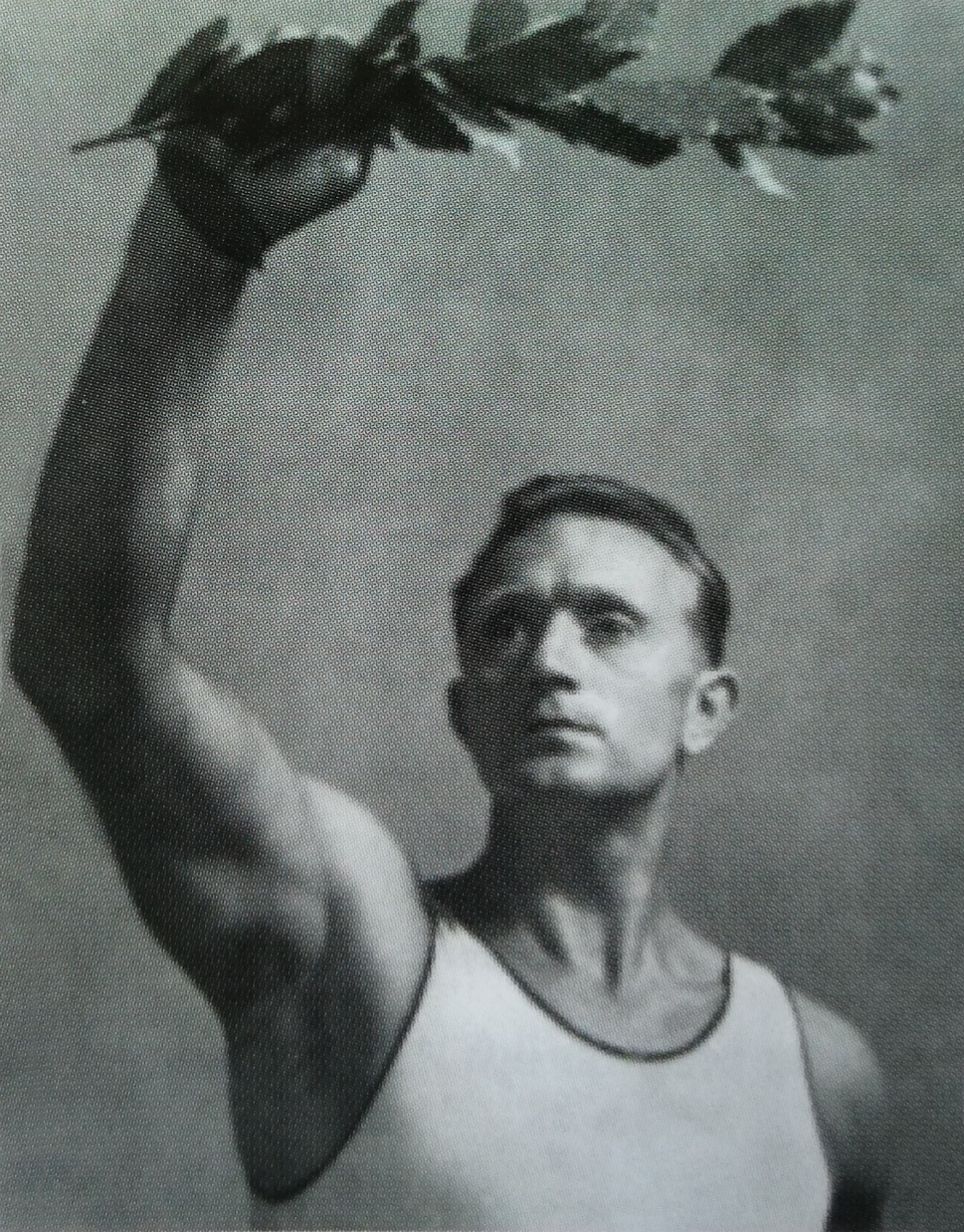
František Pecháček (na snímku ze 20. letech 20. století jako umělecký model pro „sokolského borce“)
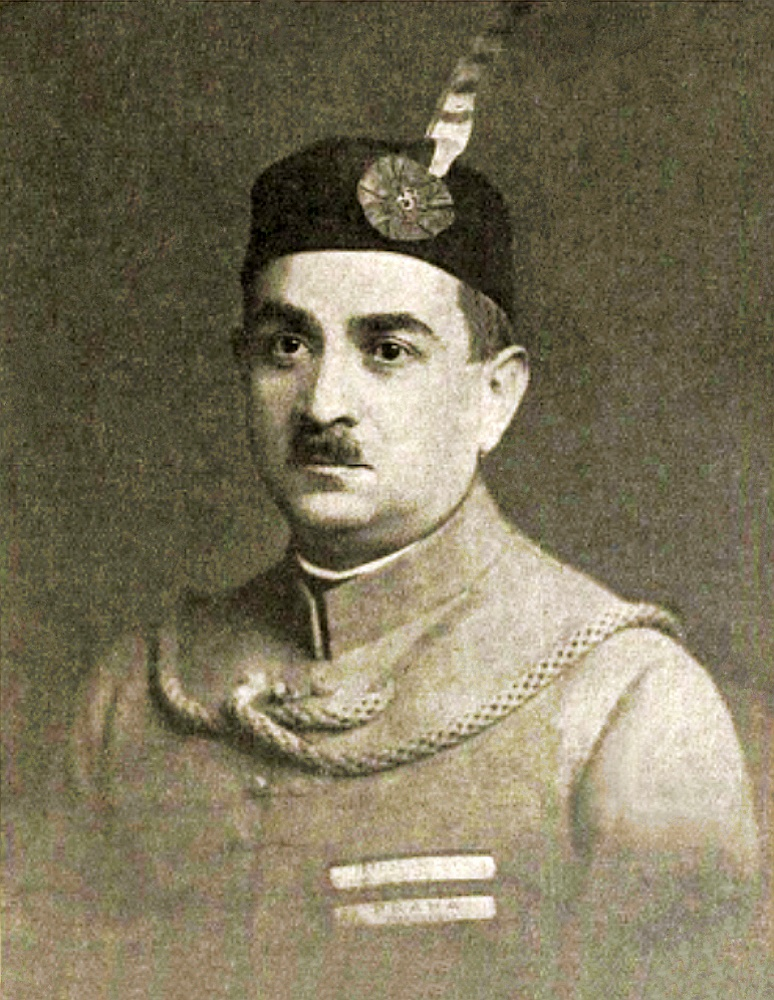
Jeden ze spoluredaktorů Věstníku sokolského Jan Hiller
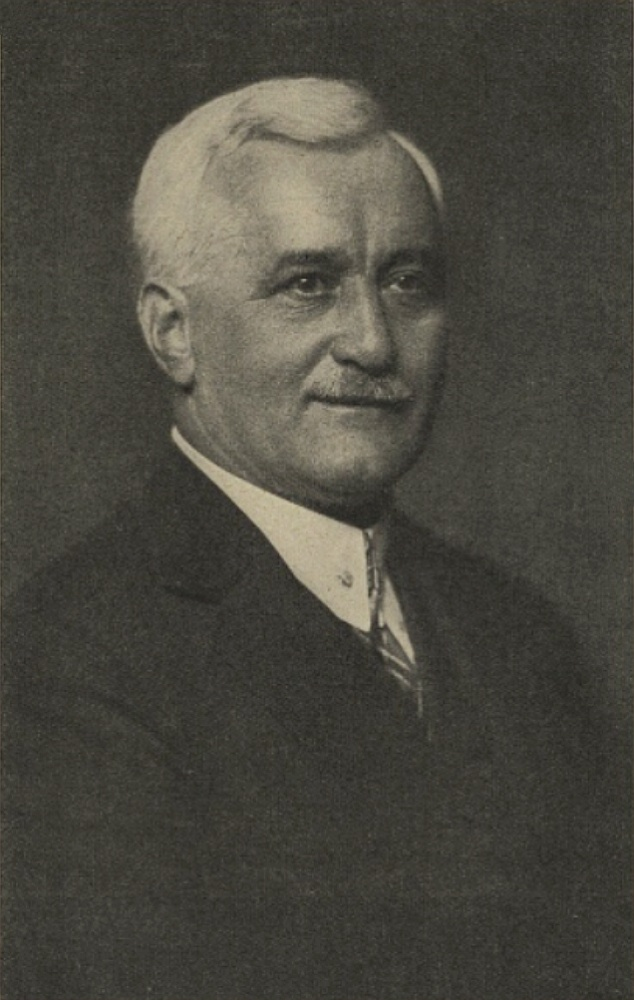
Jeden ze spoluredaktorů Věstníku sokolského Karel Heller

### X. Všesokolský slet
Hlavní cvičení na jubilejním X. Všesokolském sletu se uskutečnila na pražském Strahově počátkem července 1938 za účasti 348 tisíc cvičenců před 2,3 miliony diváků. Celé události předcházely rozsáhlé župní slety a krajské slety. Letní sletový program trvající 5 týdnů v sobě zahrnoval řadu cvičebních dnů pro žactvo, dorost, IV. středoškolské hry (i na Strahově), I. slet sokolského žactva (50 000 cvičících), pak červnové vystoupení 60 000 dorostenek a dorostenců a další akce jak celostátního rozsahu, tak i s přesahem do zahraničí. Slet byl ovlivněn napjatou politickou situací panující v prvorepublikovém Československu před podepsáním Mnichovské dohody (29. září 1938) v ovzduší vyhrocených německo-českých politických vztahů, v době narůstajících aktivit Sudetoněmecké strany Konráda Henleina v Sudetech a pod tlakem vyvíjeným německým kancléřem Adolfem Hitlerem o rozbití demokratického Československa. Proto se nelze divit, že se celá atmosféra X. Všesokolského sletu nesla v duchu národní manifestace odhodlání Sokolů k aktivnímu odporu před nastupujícím nacismem. Tomu odpovídala i dominantní skladba hlavního strahovského cvičení. Tou byla sestava „Přísaha republice“, jejímž autorem byl sokolský cvičitel František Pecháček. Při předvedení této sestavy veřejnosti byla celá plocha Masarykova státního stadionu zaplněna více než 30 tisíci cvičenci Sokola.

IX. a X. Všesokolský slet
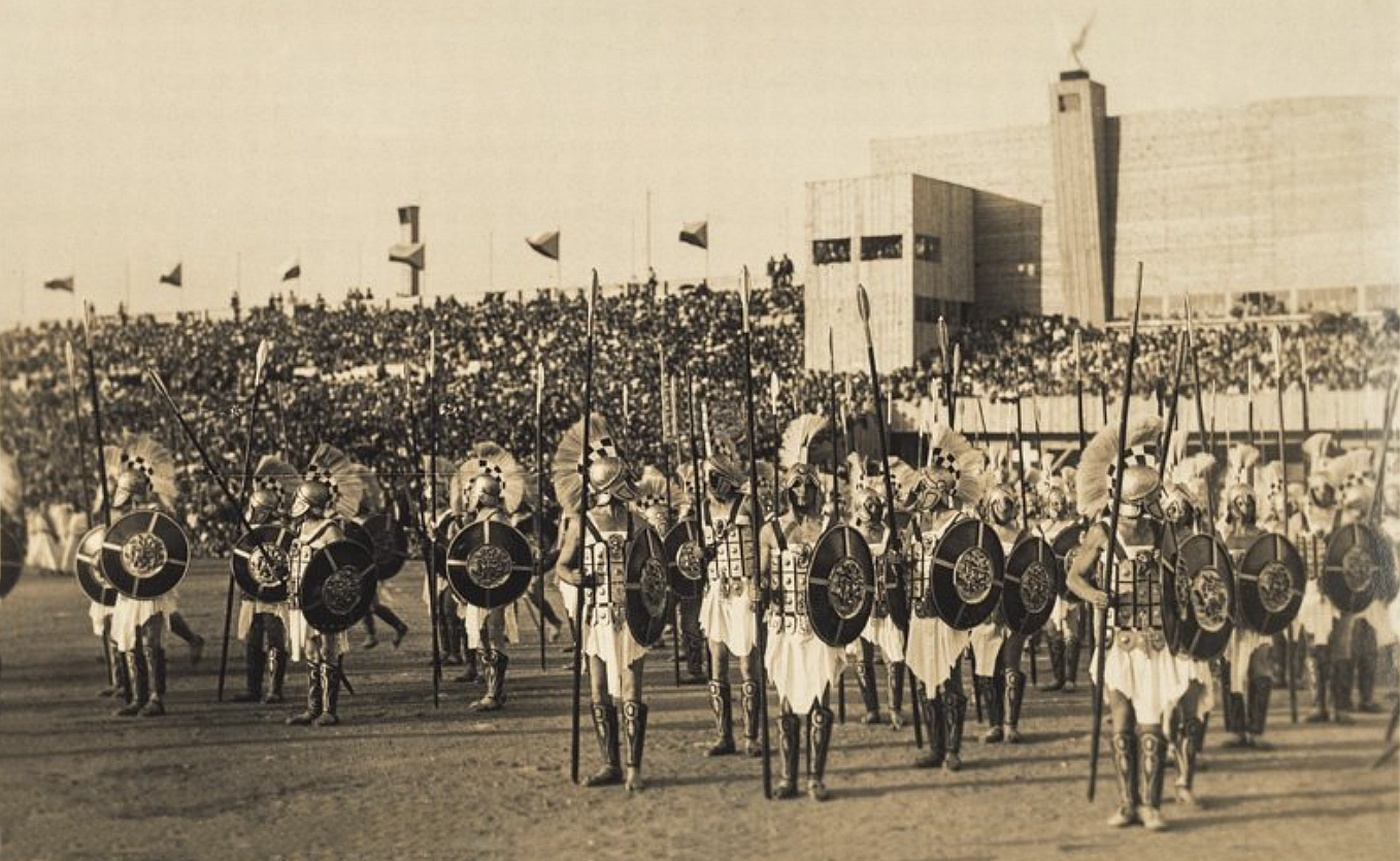
Sletová hra – „Tyršův sen“ předvedená na IX. Všesokolském sletu v roce 1932
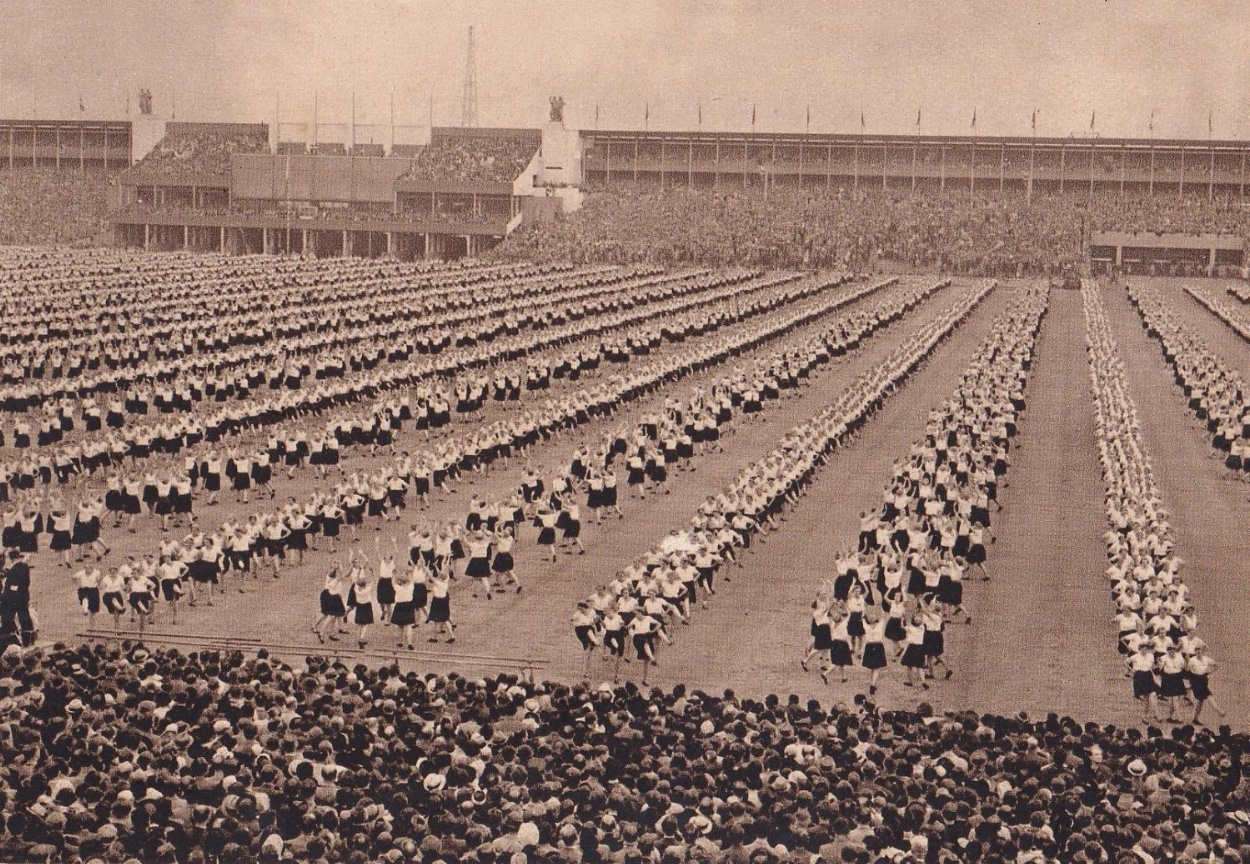
X. Všesokolský slet, ženy (nebo dorostenky)
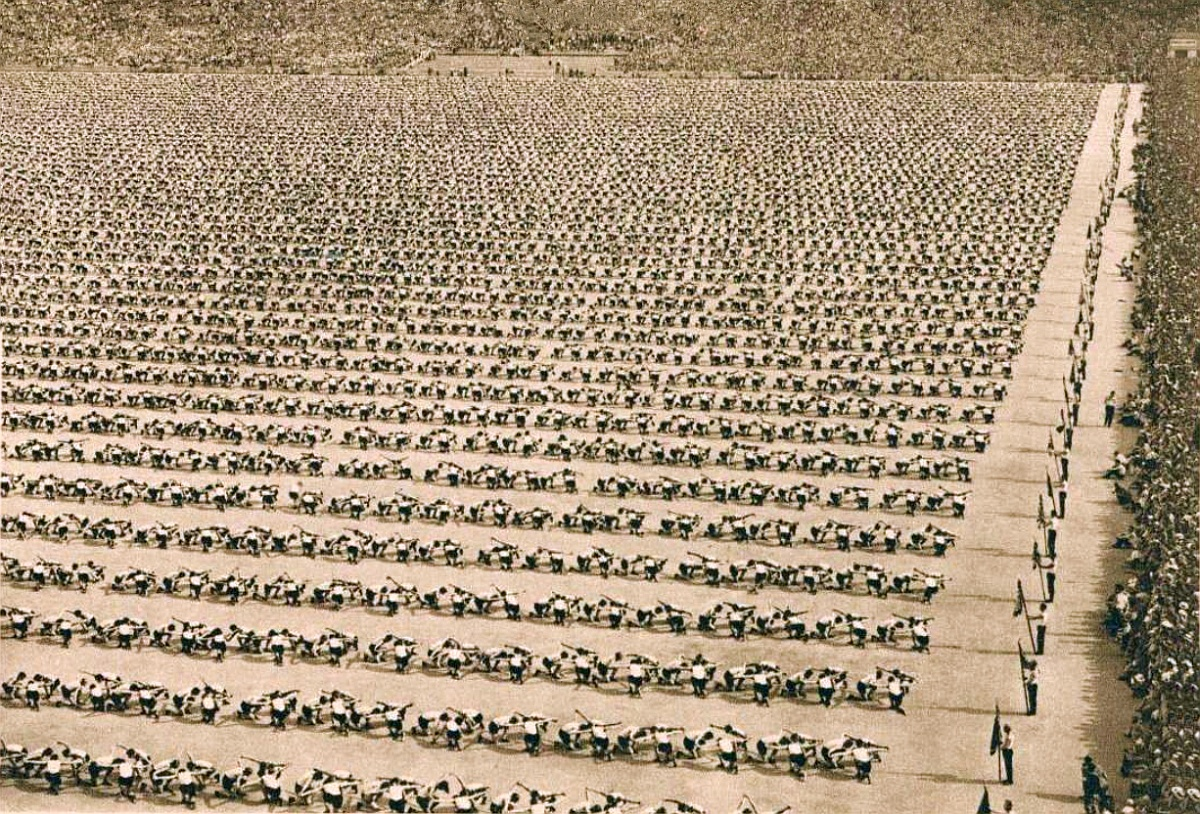
X. Všesokolský slet, dorostenci (prostná)
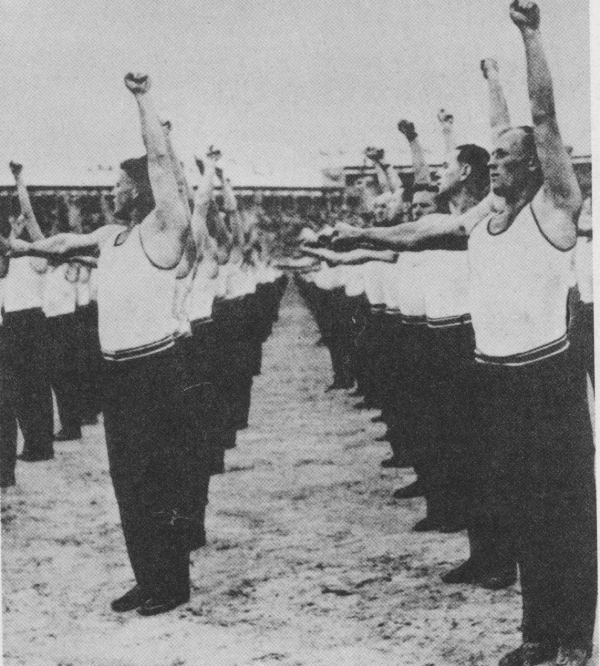
X. Všesokolský slet, muži, Pecháčkova sestava „Přísaha republice“

### Protektorát Čechy a Morava
Po nastolení protektorátu (15. března 1939) a německé okupaci Čechy a Moravy se finanční výtěžek z X. Všesokolského sjezdu jevil lákavým „soustem“ pro případnou konfiskaci německými protektorátními úřady. A byl to právě Jan Pelikán – jeden z hlavních sokolských činovníků, který prozíravě inicializoval financování výstavby nových činžovních domů na Malé Straně ze „sokolských peněz“, díky čemuž nepadly tyto prostředky do nacistických rukou.
V sokolském ústředí se Jan Pelikán po německé okupaci stal hybnou silou odporu. V rámci sokolského odboje podporoval rodiny zatčených a pronásledovaných sokolů a stanul i v ilegálním vedení sokolské organizace. Byl též autorem protiněmecky orientovaných letáků a organizoval jejich distribuci. Na základě rozhlasových relací 'vysílaných z mimoprotektorátních zemí) sestavoval zprávy do domácích ilegálních tiskovin. Společně s Františkem Pecháčkem a Štěpánem Drásalem patřil k významným sokolským odbojářům.
Během německé represivní Akce Sokol (namířené k likvidaci sokolských funkcionářů) byl 8. října 1941 zatčen gestapem. Byl vězněn nejprve v Praze, poté ve věznici gestapa v malé pevnosti v Terezíně, kde byl 14. ledna 1942 zařazen do transportu (deportován) směr koncentrační tábor Osvětim. Po měsíc trvajícím věznění tam byl 15. února 1942 umučen.

Vězeňské identifikační fotografie Jana Pelikána (KT Osvětim)
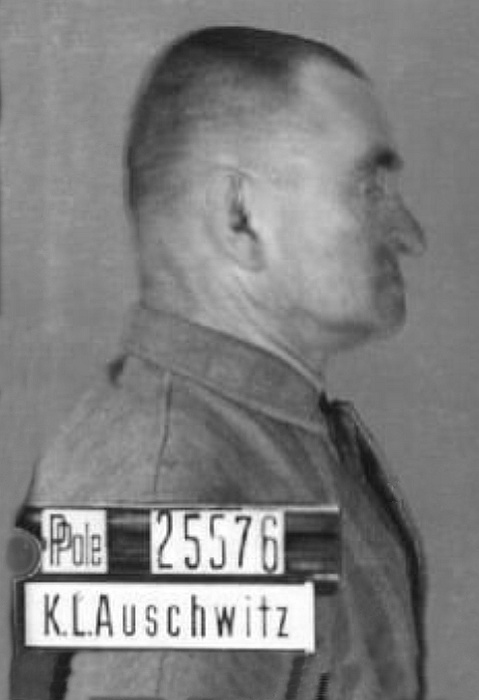
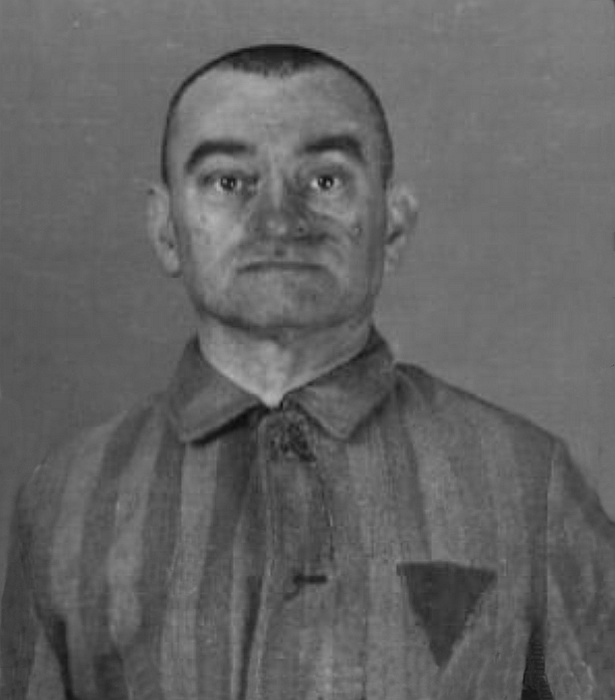
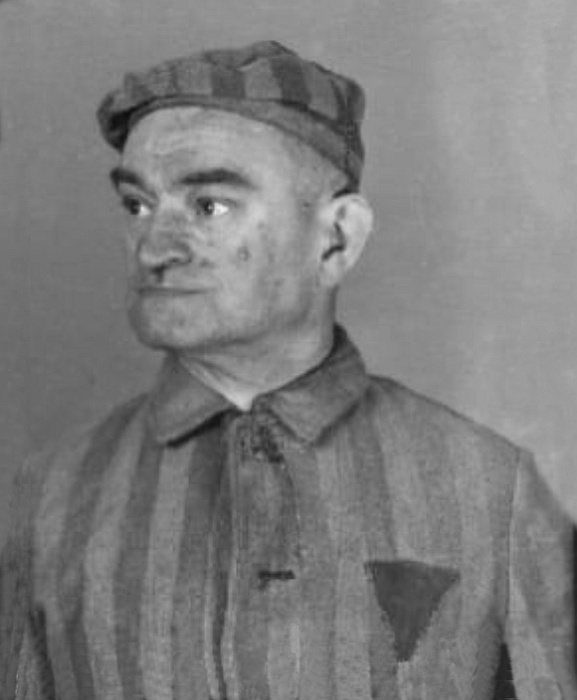